# Oberlitauen
| Kleinlitauen (ehem. Memelland) Schemaitien (Niederlitauen) Aukschtaitien (Oberlitauen) | Suvalkija (Sudauen) Dzūkija (Mittellitauen) |

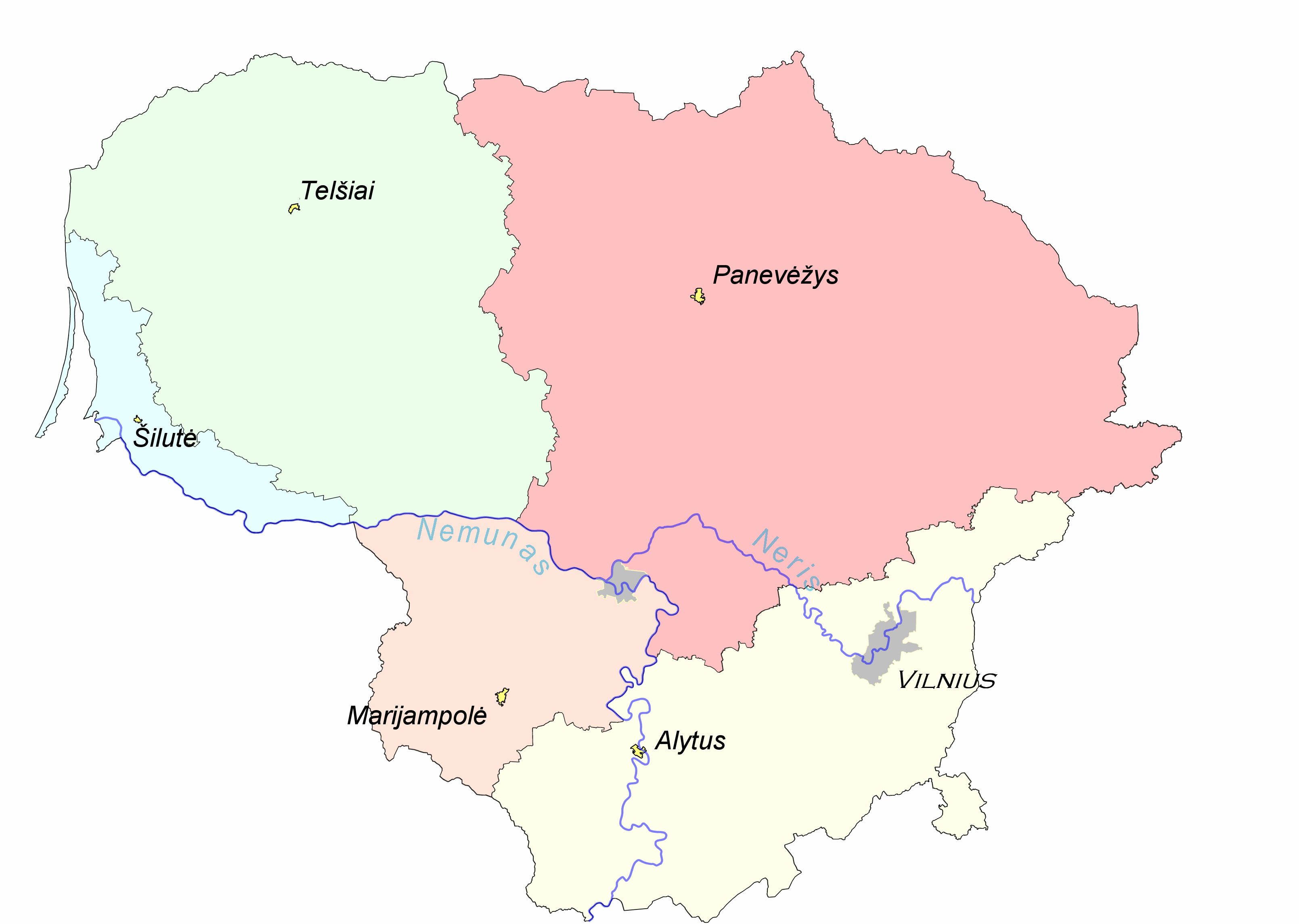
Kulturregionen des heutigen Litauen

Oberlitauen (Aukschtaitien, litauisch: Aukštaitija) ist ein historischer Landesteil Litauens im Zentrum und im Osten des Landes. Zu ihm gehören die heutigen Verwaltungsbezirke Vilnius, Kaunas, Šiauliai, Panevėžys und Utena. 
Oberlitauen ist der im Vergleich zu Niederlitauen (Žemaitėjė) dichter besiedelte Landesteil. Der Name geht auf den litauischen Volksstamm der Aukschtaiten zurück. Im Südwesten grenzt Oberlitauen an Suvalkija und Dzūkija, zwei weitere historische Landschaften Litauens.

## Geschichte
Im Eintrag zum Jahr 1294 im Chronicon terrae Prussiae von Peter von Dusburg werden Austechia, terra regis Lethowie („Aukschtaitien, Land des Königs Litauens“) als Land und die Ortschaft Romainiai (jetzt liegt sie im heutigen Mittellitauen) erwähnt. Im Vertrag von 2. Oktober 1323, abgeschlossen in der litauischen Hauptstadt Vilnius, beschreibt Großfürst Gediminas seine Landgebiete (lant to Eusteythen unde Sameyten).